# Nowaja Schisn (1917–1918)

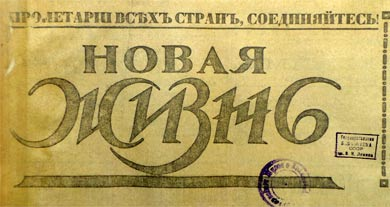
Nowaja Schisn (Titelkopf)

Nowaja schisn (russisch Новая жизнь, wiss. Transliteration Novaja žizn' „Neues Leben“) war eine menschewistische Tageszeitung, die in den Jahren 1917–1918 in Russland erschien.
Die Zeitung wurde von Maxim Gorki am 1. Mai 1917 gegründet und stand sozialdemokratischen Literaten wie Suchanow, Basarow und Awilow nahe und nahm in den ersten Monaten der russischen Revolution eine gemäßigt internationalistische Position ein, wobei sie die Politik der Koalition kritisierte. Ihre Position „stand der Gruppe der Menschewiki-Internationalisten unter der Leitung Martows am nächsten“.
Gorki veröffentlichte in dieser Zeitung viele kritische Beiträge, deren Überschriften die Bandbreite seiner Schilderungen verdeutlichen: „Die Frauenfrage“, „Der Hunger nach Kultur“, „Der Aufstand in Moskau“, „Die kranke Kaiserin“, „Pogrome und Plünderungen“, „Rückfall ins Mittelalter“, „Lynchjustiz“, „Der neue Antisemitismus“ etc.
Der russische Historiker Dmitri Wolkogonow stellt fest:

„Als M. Gorki erklärte, dass die Herrschaft der Bolschewiki »ein Weg zur Anarchie, zum Untergang des Proletariats und der Revolution« sei, folgten sogleich harte Sanktionen vonseiten der Sieger, die sich nicht nur gegen die menschewistische Zeitung »Nowaja shisn«, wo Gorki seinen Appell »An die Demokratie« veröffentlichte, sondern gegen die gesamte freie Presse richteten.“

Gorki appellierte unter der Überschrift An die Demokratie (Nowaja schisn, Nr. 174 vom 7. (20.) November 1917):

„Рабочий класс должен знать, что чудес в действительности не бывает, что его ждет голод, полное расстройство промышленности, разгром транспорта, длительная кровавая анархия, а за нею – не менее кровавая и мрачная реакция. // Die Arbeiterklasse muss wissen, dass wirklich keine Wunder geschehen, dass sie Hunger, ein völliger Zusammenbruch der Industrie, die Niederlage des Transportwesens, eine anhaltende blutige Anarchie und nicht weniger blutige und düstere Reaktionen erwartet.“

Lenin – der Herausgeber der Prawda (Правда, „Wahrheit“) – beispielsweise wurde darin folgendermaßen porträtiert:

„Вот куда ведет пролетариат его сегодняшний вождь, и надо понять, что Ленин не всемогущий чародей, а хладнокровный фокусник, не жалеющий ни чести, ни жизни пролетариата.
Рабочие не должны позволять авантюристам и безумцам взваливать на голову пролетариата позорные, бессмысленные и кровавые преступления, за которые расплачиваться будет не Ленин, а сам же пролетариат.
[...] Lenin ist kein Wundertäter, sondern ein kaltblütiger Taschenspieler, dem weder die Ehre noch das Leben des Proletariats etwas bedeuten. Die Arbeiter sollten nicht zulassen, dass Hochstapler und Verrückte im Namen des Proletariats schmachvolle, sinnlose und blutige Verbrechen begehen, für die man nicht Lenin, sondern das Proletariat selbst zur Rechenschaft ziehen wird. (Nowaja Schisn, 7. [20.] November 1917, Nr. 174)“

Nach drei vorübergehenden Einstellungen der Zeitung für jeweils circa eine Woche wurde sie im Juli 1918 endgültig geschlossen.
Die revolutionskritischen Essays Gorkis aus Nowaja Schisn von 1917 und 1918 wurden in einem Band vereint und erschienen auch in einer Buchausgabe, die von den Bolschewisten verboten wurde.

## Nowaja Schisn (Bolschewiki), 1905

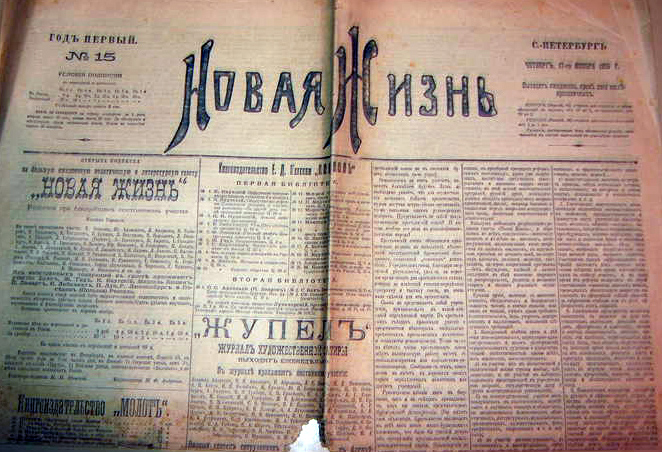
Titelseite der bolschewistischen Zeitung Nowaja Schisn (1905)

Bereits im Jahr 1905 war eine kurzlebige Zeitung Nowaja Schisn, die erste legale bolschewistische Zeitung erschienen (Lenin, Marija Andrejewa). Auch verschiedene andere regionale Zeitungen trugen diesen Namen.